# 틴들 성경

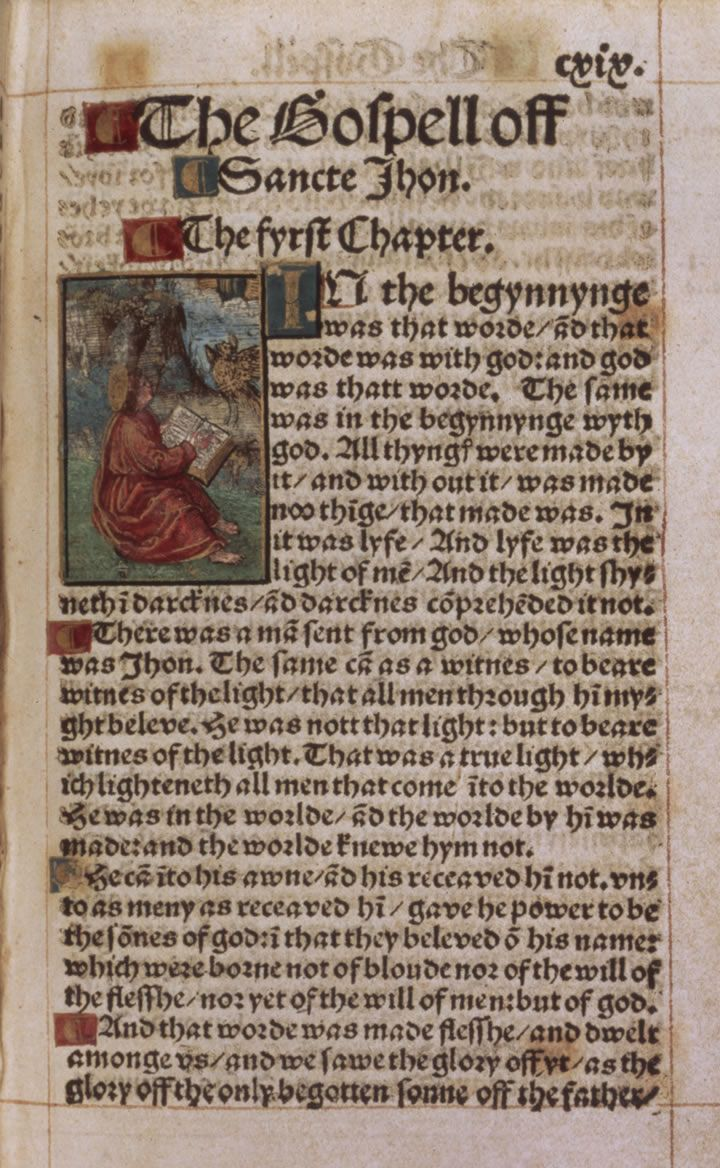
영국 도서관에 있는 윌리엄 틴들 신약 전서 1526년 판 사본에서 요한 복음의 시작

틴들 성경(Tyndale Bible)은 일반적으로 윌리엄 틴들 (William Tyndale)의 성경 번역본을 말한다. ( 1494–1536경). 틴들의 성경은 히브리어와 그리스어 본문에서 직접 번역한 최초의 영어 번역본으로 유명하다. 더욱이, 인쇄 기술의 새로운 발전으로 대량 생산된 최초의 영어 성경 번역이었다.

## 같이 보기
- 제네바 성경
- 영의 문자 번역